# Kevin Van Den Kerkhof
Kevin Daniel Van Den Kerkhof Guitoun (Maubeuge, 14 de marzo de 1996) es un futbolista franco-argelino que juega de defensa en el F. C. Metz de la Ligue 1. Es internacional con la selección de fútbol de Argelia.

## Trayectoria
Van Den Kerkhof comenzó su carrera deportiva en 2014 en el Entente Feignies Aulnoye FC.
Tras muchos años en categorías inferiores del fútbol francés y belga, dio el salto en 2020 al F91 Dudelange luxemburgués, con el que logró 16 goles a lo largo de dos temporadas, alzándose con la División Nacional de Luxemburgo en la temporada 2021-22.
Esta actuación no pasó desapercibida en su país natal, siendo reclutado por el S. C. Bastia de la Ligue 2. Su debut en la Ligue 2 llegó el 30 de julio de 2022, en una derrota por 2-0 frente al Stade Lavallois.
Tan sólo un año después, fue fichado por el F. C. Metz de la Ligue 1, dando un salto más en su carrera deportiva. Su debut en la Ligue 1 se produjo el 16 de septiembre de 2023, en la victoria del Metz por 0-1 frente al Racing Club de Lens. En la jornada 12 hizo su primer gol, y repartió una asistencia, en la victoria del Metz por 3-1 frente al F. C. Nantes.

## Clubes
| Club                        | País       | Año       |
| --------------------------- | ---------- | --------- |
| Entente Feignies Aulnoye FC | Francia    | 2014-2015 |
| F. C. Lorient "II"          | Francia    | 2015-2016 |
| Entente Feignies Aulnoye FC | Francia    | 2016-2017 |
| RAA Louviéroise             | Bélgica    | 2017-2019 |
| Olympic Charleroi           | Bélgica    | 2019-2020 |
| F91 Dudelange               | Luxemburgo | 2020-2022 |
| S. C. Bastia                | Francia    | 2022-2023 |
| F. C. Metz                  | Francia    | 2023-act. |

## Palmarés

### Títulos nacionales
| Título                          | Club          | País       | Año  |
| ------------------------------- | ------------- | ---------- | ---- |
| División Nacional de Luxemburgo | F91 Dudelange | Luxemburgo | 2022 |